# Condado de Costilla
El condado de Costilla (en inglés: Costilla County), fundado en 1861, es uno de los 64 condados del estado estadounidense de Colorado. En el año 2000 tenía una población de 3663 habitantes con una densidad poblacional de una persona por km². La sede del condado es San Luis.

## Geografía
Según la Oficina del Censo, el condado tiene un área total de 3187 km² (1230,5 mi²), de la cual 3178 km² (1227,0 mi²) es tierra y 9 km² (3,5 mi²) (0,27 %) es agua.

### Condados adyacentes
- Condado de Huérfano - noreste
- Condado de Las Ánimas - este
- Condado de Colfax - sureste
- Condado de Taos - sur
- Condado de Conejos - oeste
- Condado de Alamosa - noroeste

## Demografía
En el 2000 la renta per cápita promedia del condado era de $19 531, y el ingreso promedio para una familia era de $25 509. En 2000 los hombres tenían un ingreso per cápita de $22 390 versus $16 121 para las mujeres. El ingreso per cápita para el condado era de $10 748. Alrededor del 26,80% de la población estaba bajo el umbral de pobreza nacional.

## Ciudades y pueblos
- Blanca
- Fort Garland
- San Luis
- Chama